# 哈罗德·惠特洛克
哈罗德·惠特洛克（英語：Harold Whitlock，1903年12月16日—1985年12月27日），英国男子田径运动员。他曾代表英国参加1936年和1952年夏季奥林匹克运动会田径比赛，其中1936年奥运会获得一枚金牌。